# Dihya

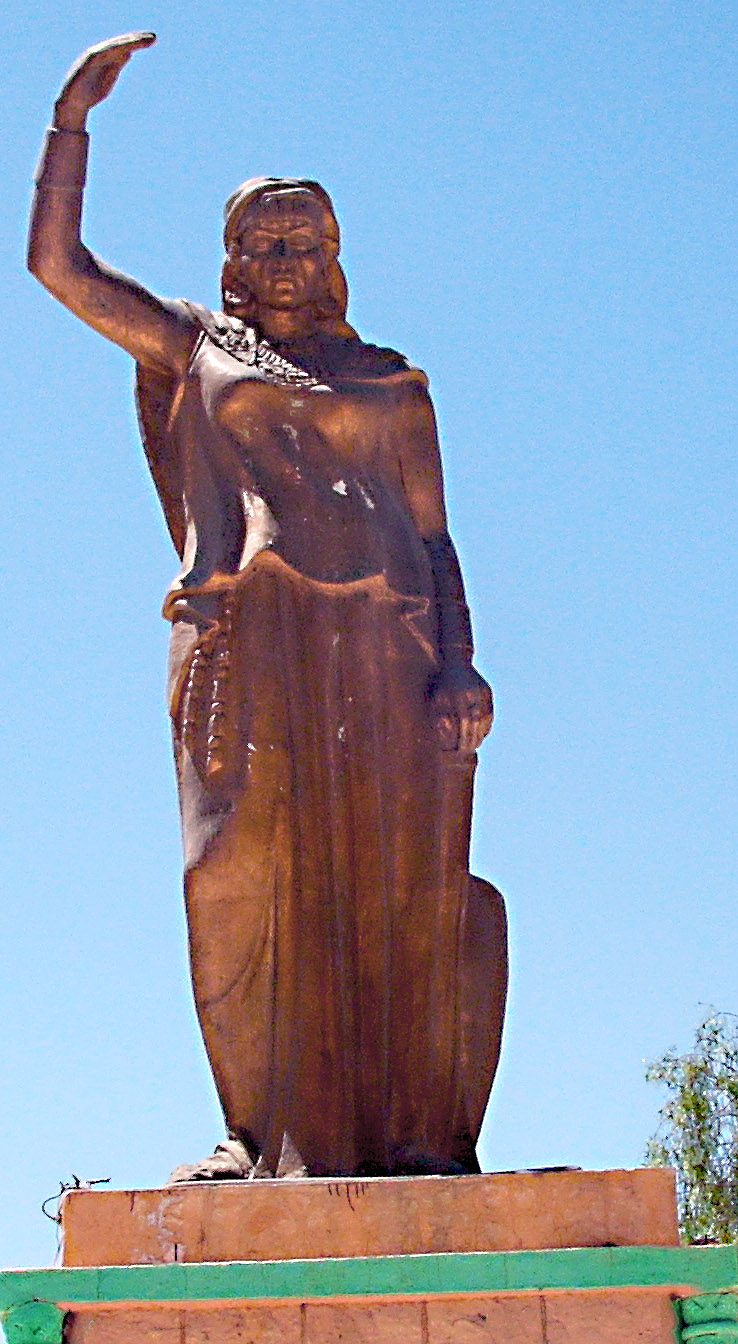
Standbeeld in Khenchela

Dihya, ook Kahina genaamd, was een 7e-eeuwse Berberse religieuze en militaire leidster, die het verzet leidde tegen de islamitische Omajjaden in Noord-Afrika, in een gebied dat toen bekendstond als Numidië. Ze werd geboren in het begin van de 7e eeuw en stierf op hoge leeftijd aan het einde van die eeuw.

## Naam
De naam Kahina verwijst naar het aan de haar toegeschreven helderziendheid en werd door de islamitische leiders als bijnaam gebruikt. Over haar persoonlijke leven is weinig bekend, hoewel er door geschiedschrijvers veel over haar geschreven en gespeculeerd is. Waarschijnlijk was ze geboren in het Aurèsgebergte en behoorde ze tot de Jarawa-stam. Sommige bronnen kennen haar het joodse geloof toe, anderen het christelijke. Een joodse achtergrond is voor het eerst voorgesteld door Ibn Khaldun, die haar stam beschouwde als een van die stammen die het joodse geloof hadden aangenomen. Veel hedendaagse historici betwijfelen dit en zien meer bewijs voor een christelijke achtergrond. Zo weten we dat haar vader Matiya heette (waarschijnlijk een door de Arabieren verbasterde Mattheus) en beschreven de Arabieren hoe zij in haar reizen vergezeld ging met een idool, mogelijk een icoon van Maria of een heilige. Wat wel zeker is, is dat de Aures een van de gebieden was waar het christelijk geloof het vroegst en sterkst geworteld was, met een christelijke traditie die terugging tot de 3e eeuw.

## Geschiedenis
Kahina volgde Aksil in de jaren 680 op als leidster van de Berbers en hun strijd tegen de moslims van het Omajjaden-kalifaat. De Omajjaden generaal Hasan ibn al-Nu'man rukte op vanuit Egypte en veroverde de Byzantijnse stad Carthago en andere steden. Op zoek naar een volgende tegenstander om te verslaan, zou hem verteld zijn dat Kahina de machtigste van de Afrikaanse monarchen was, de 'koningin van de Berbers'. Vervolgens trok hij op naar oostelijk Algerije in Numidië, waar zijn leger bij Oum el-Bouaghi verpletterend verslagen werd. Zijn verliezen waren zo hevig dat hij snel vluchtte naar Cyrenaica en daar vier jaar lang zou blijven, zonder een nieuwe strijd aan te gaan. Kahina besefte dat de vijand te sterk en machtig was, en ongetwijfeld een nieuwe poging zou doen. Volgens de bronnen, zou zij vervolgens de tactiek van de verschroeide aarde hebben toegepast, in de hoop haar islamitische tegenstander te ontmoedigen. Dit zou een grote fout blijken en de opkomst van de Omajjaden versnellen, vanwege het kwade bloed dat de tactiek zette bij de Berberse sedentaire bevolking. Daar waar haar voorganger Aksil kon rekenen op financiële en militaire steun van de Byzantijnen, was het voor haar onmogelijk om een dergelijke bondgenootschap aan te gaan. De Byzantijnen hadden hun Noord-Afrikaanse gebieden inmiddels verloren en moesten zich zorgen maken over hun Griekse en Anatolische gebieden. Uiteindelijk kwam Hasan ibn al-Nu'man terug en versloeg hij Kahina. Onduidelijk is hoe zij aan haar einde is gekomen, omdat verslagen daarvan vol zitten met romantische anekdotes.